# Morrison (Missouri)
Morrison és una població dels Estats Units a l'estat de Missouri. Segons el cens del 2000 tenia 123 habitants.

## Demografia
Segons el cens del 2000, Morrison tenia 123 habitants, 52 habitatges, i 34 famílies. La densitat de població era de 105,5 habitants per km².
Dels 52 habitatges en un 36,5% hi vivien nens de menys de 18 anys, en un 50% hi vivien parelles casades, en un 11,5% dones solteres, i en un 32,7% no eren unitats familiars. En el 28,8% dels habitatges hi vivien persones soles el 19,2% de les quals corresponia a persones de 65 anys o més que vivien soles. El nombre mitjà de persones vivint en cada habitatge era de 2,37 i el nombre mitjà de persones que vivien en cada família era de 2,83.
Per edats la població es repartia de la següent manera: un 27,6% tenia menys de 18 anys, un 4,9% entre 18 i 24, un 30,9% entre 25 i 44, un 15,4% de 45 a 60 i un 21,1% 65 anys o més.
L'edat mediana era de 36 anys. Per cada 100 dones de 18 o més anys hi havia 97,8 homes.
La renda mediana per habitatge era de 31.607 $ i la renda mediana per família de 33.750 $. Els homes tenien una renda mediana de 26.875 $ mentre que les dones 20.714 $. La renda per capita de la població era de 14.194 $. Entorn del 2,8% de les famílies i el 7,1% de la població estaven per davall del llindar de pobresa.

## Poblacions més properes
El següent diagrama mostra les poblacions més properes.